# Prefektura (Francie)
Prefektura je územní jednotka administrativní správy, řízená prefektem (z lat. praefectus, představený). Dodnes se tak označuje jednotka krajské správy departementu ve Francii.

## Původ
Původně prefektura označovala město, řízené jmenovaným prefektem, na rozdíl od samosprávných měst (municipium) římských občanů. Římský císař Dioklecián, rozdělil vnější části říše na čtyři prefektury, východní, illyrskou, italskou a galskou; v čele každé z nich stál vojenský velitel, prefekt prétoria pro danou oblast (praefectus praetorio per Orientem atd.). Prefektury se dále dělily na diecéze a dále na provincie.

## Francouzské prefektury
V současné Francii jsou prefektury jednotkou státní správy jednak v departementech (s prefektem departementu), od roku 1964 také ve větších regionech, tvořených několika departementy. Slovem prefektura se označuje i sídelní město prefekta, prefektův úřad a úřední budova.
Území prefektury se v prvním případě kryje s územím departementu jako jednotky samosprávy a odpovídá tak přibližně našemu kraji, resp. krajskému úřadu. Prefekt departementu tak zhruba odpovídá našemu krajskému hejtmanovi, je však do své funkce jmenován prezidentem republiky. Ve druhém případě odpovídá území prefektury území regionu a prefekt regionu je zároveň taky prefektem jednoho z jeho departementů.
Větší prefektury se dělí na podprefektury, které odpovídají území okresu (arrondissement), jež se dále dělí na kantony a obce.
Slovem prefektura se označují také policejní obvody v čele s policejním prefektem, případně námořní prefektury, velitelství velkých částí francouzského válečného loďstva (prefektura atlantická, severní a středozemní).

## Prefektury jinde
Slovem prefektura označují Evropané často i japonské ken a čínské diqú.